# Artur Najfonov
Artur Edikovitj Najfonov (ryska: Артур Эдикович Найфонов), född 10 maj 1997, är en rysk brottare som tävlar i fristil.

## Karriär
Vid EM 2025 i Bratislava tog Najfonov brons i 86 kg-klassen efter att ha besegrat moldaviske Eugeniu Mihalcean i bronsmatchen.